# York Höller
York Georg Höller (ur. 11 stycznia 1944 w Leverkusen) – niemiecki kompozytor.

## Życiorys
Ukończył Hochschule für Musik w Kolonii (1967), gdzie jego nauczycielami byli Bernd Alois Zimmermann i Herbert Eimert (kompozycja) oraz Alfons Kontarsky (fortepian). W 1965 roku uczestniczył w Międzynarodowych Letnich Kursach Nowej Muzyki w Darmstadcie, gdzie uczęszczał na zajęcia z analizy muzycznej prowadzone przez Pierre’a Bouleza. Od 1969 do 1971 roku wykładał teorię muzyki w Staatliches Pädagogisches Fachinstitut w Leverkusen. W latach 1971–1972 był pracownikiem studia elektronicznego Westdeutscher Rundfunk w Kolonii. Od 1974 do 1975 roku przebywał w Cité internationale des arts w Paryżu. W latach 1976–1989 wykładał teorię muzyki i analizę muzyczną w kolońskiej Hochschule für Musik. Od 1984 do 1985 roku przebywał na stypendium w Villa Massimo w Rzymie. W 1990 roku zastąpił Karlheinza Stockhausena na stanowisku kierownika studia elektronicznego Westdeutscher Rundfunk.
Jego utwór Antiphon na kwartet smyczkowy został wykonany podczas otwarcia Centre Georges Pompidou w Paryżu (1977). Laureat nagrody Międzynarodowego Forum Kompozytorów UNESCO za II Koncert fortepianowy (1987). W 1986 roku odznaczony został kawalerią francuskiego Orderu Sztuki i Literatury.

## Wybrane kompozycje
(na podstawie materiałów źródłowych)

### Utwory orkiestrowe
- Topic (1967)
- 2 koncerty fortepianowe (I 1970 zrewid. 1983–1984, II „Pensées” z live electronics 1992–1993)
- Chroma na orkiestrę, organy i live electronics (1972–1974)
- Arcus na orkiestrę kameralną i taśmę (1978)
- Mythos na orkiestrę kameralną i taśmę (1979)
- Umbra na orkiestrę i taśmę (1979–1980)
- Résonance na orkiestrę i dźwięki generowane komputerowo z taśmy (1981)
- Schwarze Halbinseln na orkiestrę i taśmę (1982)
- Magische Klanggestalt (1984)
- Improvisation sur le nom de Pierre Boulez na 16 instrumentów (1984–1985)
- Fanal na trąbkę i orkiestrę (1989–1990)
- Pensées na fortepian, orkiestrę i dźwięki elektroniczne (1990–1991)
- Aura (1991–1992)
- Gegenklänge (1996)
- Widerspiel na 2 fortepiany i orkiestrę (1997–1998)

### Utwory kameralne
- Drei Stücke na kwartet smyczkowy (1966)
- Sonata na wiolonczelę solo (1968–1969)
- Epitaph (für Jan Palach) na skrzypce i fortepian (1969)
- Tangens na wiolonczelę, gitarę elektryczną, organy elektryczne lub fortepian i 2 syntezatory (1973)
- Klanggitter na wiolonczelę, fortepian, syntezator i taśmę (1975–1976)
- 2 kwartety smyczkowe (I „Antiphon” z taśmą 1976–1977, II 1997)
- Moments musicaux na flet i fortepian (1979)
- Pas de trois na skrzypce, wiolonczelę i kontrabas (1982)
- Pas de deux na wiolonczelę i fortepian (1993)
- Tagträume na trio fortepianowe (1994)

### Utwory fortepianowe
- Fünf Klavierstücke (1964)
- Diaphonie: Hommage à Béla Bartók na 2 fortepiany (1965 zrewid. 1974)
- 2 sonaty (I „Sonate informelle” 1968, II „Hommage à Franz Liszt” 1987)
- Partita na 2 fortepiany (1995–1996)

### Utwory wokalno-instrumentalne
- Herr, es ist Zeit na sopran i 8 instrumentów (1966)
- Traumspiel na sopran, orkiestrę i taśmę (1983)

### Utwory elektroniczne
- Horizont (1972)

### Opery
- Der Meister und Margarita (1984–1989, wyst. Paryż 1989)
- Caligula (1992)